# Arturo Fermandois
Arturo Fermandois Vöhringer (Santiago, noviembre de 1963) es un abogado, académico, investigador, consultor, columnista y político chileno. Se desempeñó como embajador de su país ante los Estados Unidos desde mayo de 2010 hasta marzo de 2012, bajo el primer gobierno de Sebastián Piñera.

## Primeros años de vida
Se formó en el Colegio de los Sagrados Corazones de Manquehue de la capital chilena. Luego cursó la carrera de derecho en la Pontificia Universidad Católica, titulándose en 1987, con el premio Carlos Casanueva. En esta casa de estudios fue alumno del después senador Jaime Guzmán, quien lo introduciría al movimiento gremialista, de corte conservador.

## Vida pública
Al finalizar la universidad se dedicó a ejercer su profesión, así como la docencia. En 1989, ya en la Unión Demócrata Independiente, fue jefe de la campaña a diputado por Las Condes de Joaquín Lavín.
Tras el asesinato de Guzmán, en abril de 1991, partió becado a la Universidad de Harvard, en los Estados Unidos, por un año, con el fin de cursar un máster en gobierno y políticas públicas (1994).
Fue nombrado embajador en Estados Unidos por el presidente Sebastián Piñera en 2010. Dejó el cargo a comienzos de 2012, tras lo cual volvió a su estudio Fermandois, Evans & Cía, hoy Estudio Fermandois,  el cual había fundado en 1996. En julio de 2012 Fermandois también se incorporó al Albright Stonebridge Group como Asesor Senior, donde mantiene una afiliación. Fue académico visitante de la Facultad de Derecho de la Universidad de Harvard entre 2004 y 2005. Desde el año 2010 ejerce como  Profesor Titular de Derecho Constitucional, en la Pontificia Universidad Católica.  Entre los años 2012 y 2014 ocupó el cargo de Director del LLM en la Pontificia Universidad Católica.  Adicionalmente participa como Investigador Asociado en CLAPES UC.
En diciembre de 2015 el constitucionalista fue nombrado miembro del Consejo Ciudadano de Observadores por la presidenta Michelle Bachelet. La función del consejo es garantizar la transparencia de los diálogos ciudadanos en el marco del proceso para formula una Nueva Constitución para Chile.
En noviembre de 2019 Fermandois tuvo un rol crucial en el Acuerdo por la paz social y la nueva Constitución,  siendo uno de los constitucionalistas convocados por el oficialismo para colaborar en la redacción del texto de dicho pacto y la consiguiente reforma constitucional que dio inicio al proceso constituyente.

## Obras
Ha escrito diversos libros, entre los que destacan:
- Derecho Constitucional Económico, Tomo I (1ª Edición, 2001; 2ª Edición, 2006) y Tomo II, Derecho Constitucional Económico: Regulación, Tributos y Propiedad (2010).
- Derecho Constitucional Aplicado (2008). Coautor de La Reforma Constitucional (2005).
- Editor de la selección anual de libros sobre las principales decisiones judiciales chilenas Sentencias Destacadas (años 2004, 2005, 2006, 2007, 2008, 2009, 2010, 2012, 2013, 2014, 2015, 2016, 2017, 2018, 2019 y 2020).
- Ha publicado más de 60 artículos especializados en la revisión del derecho extranjero y chileno.
- Tranquila.